# Helmut Ferner
Helmut Richard Ferner (* 27. September 1912 in Graz; † 2. Februar 1998) war ein deutscher Universitätsprofessor für Anatomie.

## Leben
Am 27. September 1912 wurde Helmut Ferner als erstes Kind des Altphilologen Michael Ferner und seiner Ehefrau Mathilde, geb. Wilfer, in Graz geboren. Die frühe Kindheit verbrachte er in Sankt Michael im Lungau. Sein Vater wurde 1918 nach Mährisch Neustadt versetzt. Dort besuchte Ferner die Grundschule bis 1921. In diesem Jahr wurde sein Vater erneut in das grenznahe böhmische Krummau an der Moldau versetzt. Hier war Ferner Schüler des humanistischen Staatsgymnasiums von 1922 bis 1930. Er bestand dort die Reifeprüfung „mit Auszeichnung“. Das 1931 begonnene Studium der Medizin an der Deutschen Universität zu Prag schloss er am 19. März 1936 mit dem Medizinischen Staatsexamen ab. Seit 1934 – bereits während des medizinischen Studiums – wurde Ferner erster Assistent beim Anatomen und Embryologen Otto Grosser. Dort blieb er bis 1938 und wechselte dann als Assistent zu Max Clara an das Anatomische Institut der Universität Leipzig.
1940 folgte Ferner der Einberufung zur Wehrmacht. Er diente bei der Luftwaffe, 1941 wurde er Truppenarzt bei Flakeinheiten in Holland, Belgien und Nordfrankreich. Als Assistenzarzt hatte er 1941 den Rang eines Sanitätsoffiziers der Luftwaffe, 1942 wurde er Oberarzt und ab 1. Januar 1944 Stabsarzt. Im März 1942 erhielt er Sonderurlaub zum Abschluss des Habilitationsverfahrens „für Anatomie, Histologie und Entwicklungsgeschichte“ an der Medizinischen Fakultät der Universität Leipzig. Anschließend war er wieder Abteilungsarzt bei seiner alten Einheit. Diese wurde im Verlauf der Rückzugsbewegungen zunehmend auch im Bodenkampf eingesetzt. Für seinen mehrfach unter Beweis gestellten Mut bei der ärztlichen Versorgung der ihm anvertrauten verwundeten und erkrankten Soldaten wurde er im April 1942 durch das Eiserne Kreuz 2. Klasse und noch kurz vor dem militärischen Zusammenbruch mit dem EK 1 ausgezeichnet. Aus britischer Kriegsgefangenschaft wurde er am 30. Oktober 1945 vorzeitig entlassen.

## Leistungen
Vom 1. November 1945 bis zum 19. Juni 1947 leitete Ferner als Kommissarischer Direktor das Anatomische Institut der Hansischen Universität zu Hamburg. Am 20. Juni 1947 wurde er zum außerplanmäßigen Professor ernannt, am 1. Januar 1950 zum Wissenschaftlichen Rat und am 1. April 1955 zum Abteilungsvorsteher. Vom 1. November 1957 bis zum 31. August 1961 war Ferner ordentlicher Professor und Direktor des Instituts für Histologie der Universität des Saarlandes in Homburg. Zum 1. September 1961 folgte er einem Ruf als Ordinarius und Direktor des Anatomischen Instituts der Universität Heidelberg. Im April 1972 nimmt er einen Ruf an als ordentlicher Universitäts-Professor und Vorstand der 1. Anatomischen Lehrkanzel der Universität Wien. Bis zu seiner Emeritierung am 31. März 1981 war er in Wien tätig.
Ferners bedeutendste Beiträge betreffen die Histologie von Pankreas und Langerhans-Inseln einschließlich der Pathophysiologie des Diabetes mellitus. Die von Ferner erstmals beschriebene und von ihm benannte Trigeminuszisterne spielt eine Rolle bei der Behandlung der Trigeminusneuralgie durch Injektion von Verödungsmitteln. Ferners Arbeiten über die weiblichen und männlichen Gonaden sind ebenfalls durch enge Zusammenarbeit mit der Klinik entstanden. Auch seine Arbeiten zum Verlauf der inneren Hirnvenen des Menschen sowie zum Feinbau des Gallenblasenepithels, der menschlichen Speicheldrüsen, der Geschmacksknospen, der Verankerung der Zonulafasern, um nur einige Beispiele zu nennen, stellen unverkennbare Bezüge zu klinischen Fragestellungen her.

## Persönlichkeit
Das wissenschaftliche Werk Ferners ist in besonderer Weise klinischen Fragestellungen gewidmet. In seinen Vorlesungen betonte er stets die Bedeutung des von ihm vorgetragenen Stoffs für das ärztliche Handeln. Seine Lehrtätigkeit wurde hierdurch in erster Linie belebt, nicht allein durch die Präzision seiner Darstellung. 
Ferner litt unter den studentischen Unruhen, die er an der Universität Heidelberg erlebte. Ferner war an hochschulpolitischen Fragen eher uninteressiert. Sein Bestreben war vorrangig, „seinen Studenten“ solide Kenntnisse zu vermitteln. Dazu sah er es als erforderlich an, seine überaus sorgfältig vorbereiteten Vorlesungen ungestört abzuhalten. Dieses Ziel schien ihm an einer Massenuniversität eher gefährdet. Die „Badische Neueste Nachrichten“ drucken am 7. Juli 1969 einen Artikel, in dem über seine Verwicklung in eine für ihn höchst gefährliche tätliche Auseinandersetzung mit Demonstranten berichtet wird. Damals hatte der SDS zu einem Vorlesungsboykott aufgerufen. Solche wiederholten Auseinandersetzungen trafen Ferner zutiefst. Er empfand sie als persönliche Niederlagen, ja als Misserfolge. Seine Verletzlichkeit gegenüber unerwarteten Enttäuschungen erklärt sich so. Die dabei gegen Ferner erhobenen Vorwürfe entbehren nach Jochen Staubesand jeder nachvollziehbaren Grundlage. Er stellt die Frage: War Ferner etwa ein kriegslüsterner Militarist? Staubesand vertritt die Auffassung, dass Ferner eher pazifistisch eingestellt war und auch zu Kriegszeiten kein Verfechter des damals herrschenden NS-Regimes gewesen ist. Der Einsatz Ferners im Zweiten Weltkrieg war nach seiner Einschätzung motiviert durch Ferners überzeugte Haltung als Arzt. Selbst Max Clara sei als sein mögliches Vorbild viele Jahre als praktischer Arzt tätig gewesen. 
Zu Ferners Naturell gehörte neben seiner Verlässlichkeit, seiner Bereitschaft, mehr zu geben als zu nehmen, seiner Anspruchslosigkeit, seiner Fähigkeit, zuhören zu können, und seiner Zivilcourage auch die Charakterstärke, eigene Fehlentscheidungen einzusehen und daraus Konsequenzen zu ziehen. Am 2. Februar 1998 scheidet Helmut Ferner aus dem Leben. 
In seiner Ansprache anlässlich der Akademischen Trauerfeier für Helmut Ferner in Wien am 7. Mai 1998 weist sein langjähriger Assistent in Homburg und Heidelberg, Horst Franz Kern, auf die außergewöhnliche Großzügigkeit seines Chefs hin, mit der er seine Mitarbeiter förderte. Seine Leistungsbezogenheit für andere zeigte sich u. a. auch im Stil seiner Lehrtätigkeit und in dem an sich selbst gerichteten ungewöhnlichen Anspruch, den anatomischen Unterricht didaktisch und interessant zu gestalten. Bereits 1972 urteilte der Heidelberger Anatom Wolf-Georg Forssmann, Sohn von Werner Forßmann, dass mit Ferners Annahme des Rufes nach Wien die Universität Heidelberg „einen der profiliertesten Anatomen Deutschlands“ verliere, „der als Wissenschaftler internationalen Ruf genießt“. Auch Forssmann wies auf die außerordentliche Qualität des von Ferner gebotenen anatomischen Unterrichts hin.

## Werke (Auswahl)
Originalarbeiten
- Beiträge zur Histobiologie der Langerhansschen Inseln des Menschen, mit besonderer Berücksichtigung der Silberzellen und ihrer Beziehung zum Pankreasdiabetes. Verlag Springer, Berlin 1942; S. 87-136 : Mit 24 Abb. im Text. Aus: Virchows Archiv für pathologische Anatomie und Physiologie und für klinische Medizin. Band 309, Heft 1; Leipzig, Medizinische Fakultät, Habilitationsschrift 1942
- Die Trigeminusneuralgie. Pathophysiologie und Aetiologie. In: Acta Neurochirurgica 18, 129-169 (1968)
- Anatomische und phlebographische Studien der inneren Hirnvenen des Menschen. In: Zeitschrift für Anatomie und Entwicklungsgeschichte. Bd. 120, S. 481–491. 1958. doi:10.1007/BF00533981
- Über die ciliare Verankerung der Zonulafasern und die Tonofibrillen im Linsenepithel des Menschen. Zeitschrift für Zellforschung, 45, S. 517-521 (1957)

Anatomische Lehrbücher und Atlanten
- Anatomie des Nervensystems und der Sinnesorgane des Menschen. Ernst Reinhardt Verlag, München & Basel, 51973; 375 S., 234 Illustrationen, 2 Farbtafeln, Einband Leinen; ISBN 3-497-00473-1; Reinhardts Grundrisse: Medizin
- Grundriß der Entwicklungsgeschichte des Menschen. Ernst Reinhardt Verlag, München & Basel, 111970 [62. – 70. Tsd.] verb. u. erw. Aufl., 200 S., 132 Illustrationen. u. graph. Darstellungen, kartoniert. ISBN 3-497-00472-3; Reinhardts Grundrisse: Medizin
- Eduard Pernkopf: Atlas der topographischen und angewandten Anatomie des Menschen. Herausgegeben von Helmut Ferner. Urban & Schwarzenberg, München-Berlin-Wien, Bd. 1 1963, Bd. 2 1964. 21980. Englische und italienische Lizenzausgaben.
- Johannes Sobotta: Atlas der Anatomie des Menschen. 17. (1972/1973) und 18. (1982) Auflage, Bände 1 u. 2. Herausgegeben von Helmut Ferner und Jochen Staubesand. Verlag Urban & Schwarzenberg, München-Wien-Baltimore. Arabische, englische, französische, italienische, griechische, japanische, portugiesische, spanische und türkische Lizenzausgaben.
- Max Clara, Kurt Herschel, Helmut Ferner: Atlas der normalen mikroskopischen Anatomie des Menschen. Urban & Schwarzenberg, München-Berlin-Wien 1974. Lizenz d. Barth Verlag, Leipzig.

Handbuchbeiträge
- The Anatomy of Trigeminal Root and the Gasserian Ganglion and their Relations to the Cerebral Meninges. In: Hassler / Walker (Eds.) Trigeminal Neuralgia. Georg Thieme Verlag, Stuttgart 1970
- zusammen mit Ch. Zaki: Mikroskopische Anatomie des Hodens und der ableitenden Harnwege. In: Handbuch der Urologie. Bd. I, 411-475. Springer-Verlag, Berlin-Heidelberg-New York 1969

Numismatik und Geschichte der Anatomie
- Anatomia in nummis. Verlag Urban & Schwarzenberg, München, Berlin & Wien 1972; 159 S., 157 Illustrationen; Leinen; ISBN 3-541-05221-X.